# Pseudolasius jacobsoni
Pseudolasius jacobsoni é uma espécie de formiga do gênero Pseudolasius, pertencente à subfamília Formicinae.